# Reč
Reč är en ort i Montenegro. Den ligger i den södra delen av landet, 60 km söder om huvudstaden Podgorica. Reč ligger 11 meter över havet och antalet invånare är 117.
Terrängen runt Reč är platt västerut, men österut är den kuperad.  Närmaste större samhälle är Ulcinj, 11,5 km väster om Reč. Trakten runt Reč består till största delen av jordbruksmark.